# Callicarpa teneriflora
Callicarpa teneriflora là một loài thực vật có hoa trong họ Hoa môi. Loài này được Bramley mô tả khoa học đầu tiên năm 2009.